# Radar (magazine)
Radar est un ancien magazine hebdomadaire français de faits divers publié par les éditions Nuit et Jour, fondées par André Beyler, paru du 13 février 1949 à 1961. 

## Histoire
Financé à ses débuts par la banque de Saint-Phalle, vendu en kiosque, sa ligne éditoriale mélangeait faits divers, actualité tournée vers des personnalités et très orientée starlette et strip-teaseuse, dessins d'humour, bandes dessinées, reportage...
Le premier numéro est vendu 25 francs pour 16 pages, et il est sous-titré Le tour du monde en 150 images. Il comporte une double une : la première page est illustrée de photographies, et la dernière, la quatrième de couverture, présente un grand dessin signé « RF » [Rino Ferrari]. Un mois après son lancement, le magazine inverse le procédé : la vraie une devient dessinée, et la quatrième, photographique. Le no 1 fait référence à l'affaire Viktor Kravchenko.
Au départ, il se veut le concurrent du magazine Détective.
De 1957 à 1959, dans une maquette modifiée, proche de Paris Match, la une devient photographique et les reportages abordent des sujets plus sérieux. Mais la fin de cette même année 1959 voit le retour au grand sensationnel ainsi que celui des unes dessinées, illustrant en général l'instant même d'un accident violent ou une catastrophe.

## Organisation et historique résumé
- Adresse à Paris : 5 boulevard Poissonnière, puis Éditions Nuit et Jour, 103 rue Lauriston.
- Directeur général : André Beyler
- Rédacteurs en chef : Christian Peignot et Georges Pagnoud

- 7 octobre 1956 : apparition des couvertures dessinées en couleur
- 4 octobre 1957 : apparition des couvertures photographiques en couleur
- 8 mai 1959 : retour du noir et blanc et des couvertures dessinées.

## L’illustration
Les unes de Radar sont emblématiques d'un genre : la une de journal à sensation.
Les illustrations (gouache ou lavis), préférées aux photographies, car le photographe arrive souvent trop tard, sont remarquables par leur sujet comme par leur rendu : usage (presque) exclusif du noir et blanc, rendu photoréaliste, cadrage serré et raccourci audacieux doivent permettre d'illustrer au mieux l'instant même d'un drame. Avec beaucoup d'astuce, l'image unique semble souvent raconter une histoire complète. Ce cahier des charges trop contraignant contrarie la volonté réaliste et dramatique en produisant une image aussi grotesque qu'humoristique. C'est d'ailleurs une spécificité de ce genre de journaux, d'osciller entre premier et second degré, sans qu'on sache très bien où se situent les journalistes et les illustrateurs.

## Les illustrateurs
Radar compta près d'une centaine de collaborateurs dont :
- Barberousse
- Daniel Billon
- Jean Bosc
- André Chéret
- Angelo Di Marco[4]
- Rino Ferrari (1911-1986)
- Fred
- Gébé
- Mose
- André Pichard
- Sempé
- Siné
- Trez

## La bande dessinée
Radar a publié les bandes dessinées suivantes :
- Amandine, fille de Paris (par Angelo Di Marco)
- Les aventures de Rex (par Angelo Di Marco)
- La famille Boutentrain
- Billy West
- Pic et Poc (par Al Smith)
- Le Saint (à partir du no 539, par John Spranger et Leslie Charteris)
- Jenny Trent
- Steve Roper (à partir du no 540, par Allen Saunders et William Overgard)
- Denis la Peste
- Julie la douce (à partir du no 540)
- Buck Ryan
- Mary Jane (par Ken Ernst et Allan Saunders)
- Doris
- Hubert et ses amis (Merrill Blosser)
- Capitaine EZE (Captain Easy, par Leslie Turner)
- Belinda
- Billy Kid
- Hector